# Príncipes de la Torre

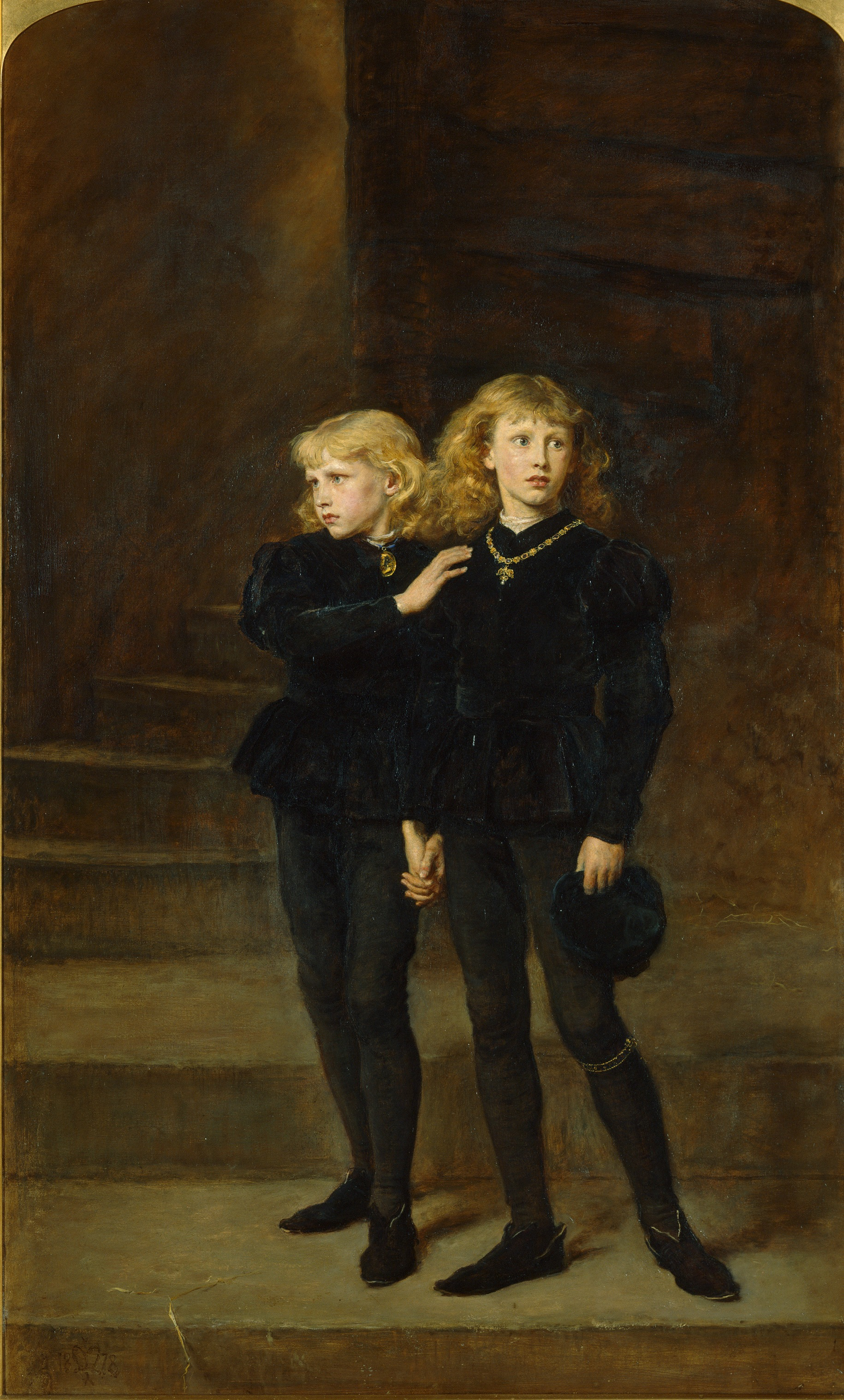
Eduardo V (derecha) y su hermano Ricardo (izquierda), los Príncipes de la Torre, por John Everett Millais.

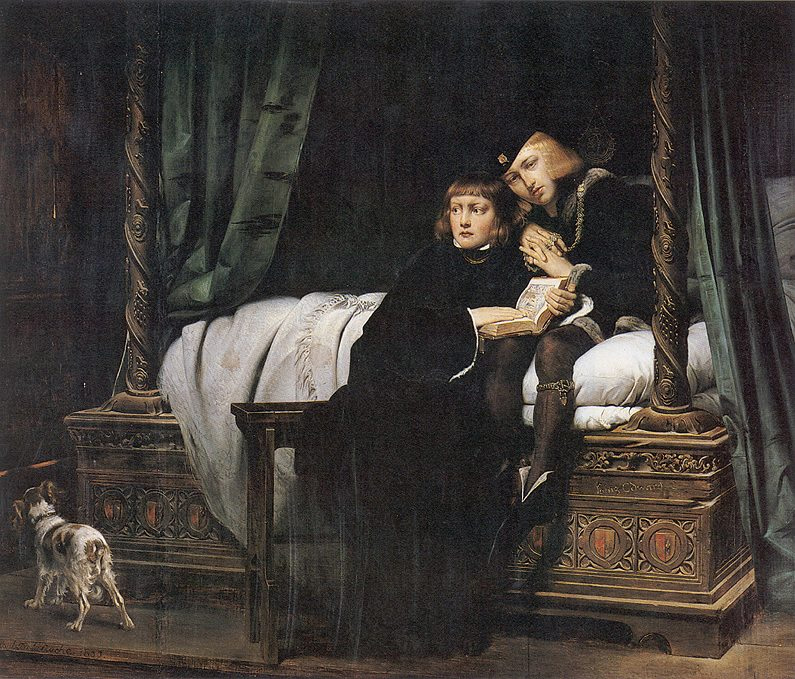
Eduardo V y su hermano Ricardo de Shrewsbury, duque de York, en Los hijos de Eduardo, por Paul Delaroche.

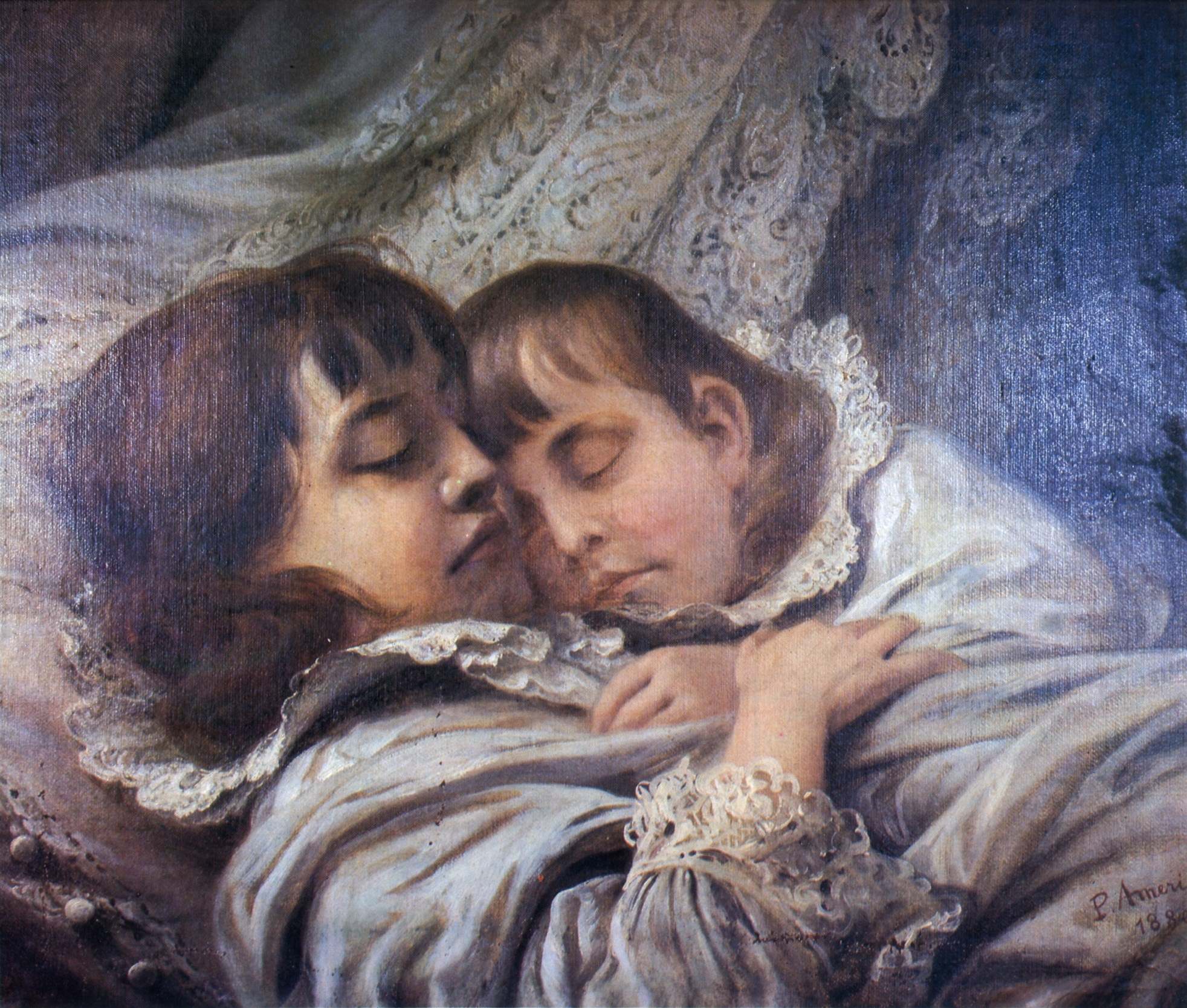
Los hijos de Eduardo IV de Inglaterra, por Pedro Américo.

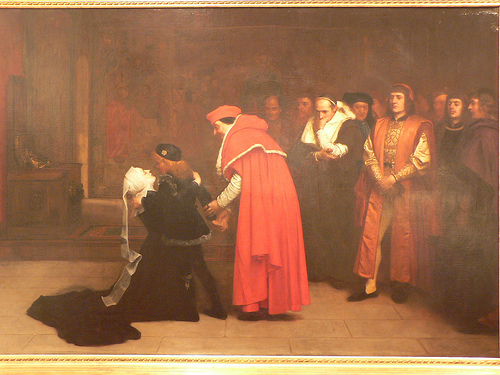
Isabel Woodville, madre de los niños, despidiéndose de Ricardo por su propia venia para reunirse con el depuesto rey a la Torre de Londres.

El término Príncipes de la Torre es con el que se conoce al joven rey de Inglaterra Eduardo V de 12 años y su hermano Ricardo de Shrewsbury, duque de York de 9 años. Ambos eran hijos del rey Eduardo IV y de Isabel Woodville, y herederos del trono de Inglaterra.
Fueron uno de los principales focos de conflicto en la etapa final de las guerras de las Dos Rosas, ya que habían sido educados bajo la influencia de sus parientes maternos, la familia Woodville, quienes eran considerados ambiciosos y advenedizos por la familia York. Fueron puestos bajo la custodia de su tío paterno, Ricardo de Gloucester, que asumió el liderazgo del bando anti-Woodville. Desde su posición de control como Lord Protector, capturó al joven rey que se había refugiado con su tío materno Thomas Woodville, y fueron encerrados en la Torre de Londres (entonces palacio real) en abril de 1483.
Con los menores bajo su control, Ricardo hizo valer sus derechos al trono al dar a conocer ciertos antecedentes que hacían suponer que los hijos del difunto rey eran bastardos, ya que su padre había dado promesa de matrimonio a Leonor Talbot, antes de su boda con Isabel Woodville, lo que invalidaba esta unión. Aceptados tales antecedentes por el Parlamento, los jóvenes fueron declarados hijos ilegítimos y carentes, por tanto, de derechos al trono. Después de esto nada más se sabe del destino de los niños, ya que se prohibió a su madre Isabel visitarlos, al igual que a todos los que tenían contacto con ellos.
Rápidamente el pueblo comenzaría a tener la sospecha de que los príncipes habían sido en realidad asesinados por el ahora rey Ricardo III, concretamente asfixiados por orden suya. Desde entonces se han tejido infinidad de leyendas sobre el verdadero destino de los "príncipes de la Torre". Algunos suponen que Ricardo III no habría ordenado sus muertes, y que en realidad fueron deliberadamente ocultados el resto de sus vidas; mientras que para otros no había ninguna duda de que fueron victimados por su tío, hipótesis reforzada por un hecho ocurrido siglos más tarde.
En 1674, mientras se realizaban trabajos de remodelación de la Torre de Londres fue encontrada una caja con el cuerpo de dos niños. En un comienzo se dudó mucho acerca de que correspondiera a los jóvenes príncipes, pero por orden de Carlos II fueron enterrados como tales en una urna en la Abadía de Westminster. Trabajos posteriores en 1933 para el reconocimiento de los restos no dieron resultados, manteniéndose la incógnita hasta el día de hoy.

## Contexto histórico
El 9 de abril de 1483 muere inesperadamente Eduardo IV, víctima de una breve enfermedad. En el momento de su muerte, su hijo y ahora rey Eduardo V se encontraba en Ludlow, y su hermano Ricardo, duque de Gloucester y futuro Ricardo III, se encontraba en Middleham Yorkshire. Las inesperadas noticias llegaron a Ricardo el 15 de abril, por lo que viajó a York Minster para declararse leal al nuevo soberano. Según la crónica de Croyland, antes de su muerte, el rey Eduardo IV había nombrado a su hermano  “lord protector”.
Eduardo V y Ricardo se dirigieron a Londres desde el oeste y el norte respectivamente, encontrándose el 29 de abril en Stratford. El 30 de abril Ricardo arrestó al séquito de Eduardo incluyendo a su tío Antonio Woodville y su hermanastro Ricardo Grey, quienes fueron enviados a Pontefract Castle en Yorkshire y decapitados el 25 de junio en el mismo sitio. Después de la captura de su tío y hermanastro, Gloucester capturó a Eduardo, induciendo a Isabel Woodville a buscar asilo en sagrado en la abadía de Westminster con su otro hijo, Ricardo, duque de York, y sus hijas.
Eduardo V y Ricardo llegaron a Londres, donde se realizaban los arreglos para la coronación de Eduardo, donde la fecha de la coronación se pospuso del 4 de mayo al 25 de junio. El 19 de mayo de 1483 Eduardo fue alojado en la torre de Londres, lugar tradicional de residencia de los futuros monarcas antes de su coronación y que se convertiría en cárcel durante la época Tudor. El 16 de junio su hermano Ricardo duque de York fue alojado igualmente en la torre y desde ese momento Ricardo pospuso la coronación de su sobrino indefinidamente. El domingo 22 de junio, el dr. Shaa pronunció un sermón en la cruz de san Pablo en el que declaró a Ricardo como único heredero legítimo de la casa de York. El 25 de junio, "un grupo de lores, caballeros y señores" pidió a Ricardo que tomara el trono. Los dos príncipes fueron declarados bastardos e ilegítimos por el Parlamento, lo que fue confirmado en 1484 en un acta del Parlamento titulada Titulus regius, en la que se declaraba que el matrimonio de Eduardo IV e Isabel Woodville era nulo, ya que Eduardo se encontraba comprometido con lady Leonor Butler. El duque de Gloucester fue coronado como Ricardo III de Inglaterra el 3 de julio.

## Desaparición
Dominic Mancini, un fraile italiano que visitó Inglaterra alrededor de 1480 y que, específicamente, visitó Londres en la primavera de 1483, registró que, después de que Ricardo III tomara el trono, Eduardo y su hermano pequeño fueron llevados a las recámaras interiores de la torre y que cada vez eran vistos con menos frecuencia hasta que desaparecieron totalmente. Mancini afirma que durante esa época, Eduardo era visitado asiduamente por un médico, y según sus palabras, "como una víctima preparada para el sacrificio, pidió la remisión de sus pecados en confesiones y penitencias diarias, porque creía que la muerte le acechaba"
Existen testimonios de personas que vieron a los dos príncipes jugando cerca de la torre, poco tiempo después de que el hermano menor, Ricardo, se uniera a su hermano en la torre, pero no existen informes de que se viera a los príncipes después del verano de 1483. En julio de ese año se intentó un rescate que fracasó. El destino de los príncipes es un misterio que perdura hasta nuestros días.
Muchos historiadores creen que los príncipes fueron asesinados; algunos sugieren que el crimen podría haberse cometido a finales del verano de 1483. Maurice Keen argumenta que "la rebelión contra Ricardo III en 1483, pretendía rescatar a Eduardo V y su hermano Ricardo de la torre antes de que fuera demasiado tarde", pero cuando se involucró el duque de Buckingham, mudó en apoyo de Enrique Tudor, porque "Buckingham sabía con casi total seguridad que los príncipes de la Torre estaban muertos". 
Se han encontrado cuatro cuerpos sin identificar que podrían estar relacionados con los sucesos acaecidos siglos atrás: dos en la torre de Londres y otros dos en la capilla de san Jorge del castillo de Windsor. Los cuerpos encontrados en la torre fueron enterrados en la abadía de Westminster, pero hasta ahora las autoridades no han permitido que se analice el ADN de ambos restos para identificarlos definitivamente.

## Rumores
Numerosas fuentes sugieren que existieron diferentes rumores posteriores a la desaparición de los príncipes. Dominic Mancini y The Croyland Chronicle mencionan algunos que surgieron a finales de 1483, pero en ningún momento nombran culpables, diferentes personalidades de la época culparon del crimen a Ricardo III y al duque de Buckingham como autor del suceso.
Para la mayoría de los historiadores, las únicas fuentes que se podrían considerar fiables son las de Mancini, ya que estas son las únicas, de las que se tiene constancia, que fueron escritas antes de noviembre de 1483; a diferencia de otras fuentes como The Croyland Chronicle y The Commine, las cuales fueron escritas tres y diecisiete años después de lo sucedido respectivamente. Algunos historiadores mencionan que estas dos últimas fuentes no son del todo verídicas ya que fueron escritas o altamente influenciadas por John Morton, arzobispo de Canterbury, con órdenes de incriminar a Ricardo.

## Literatura
En las "Chronicles of London", de Robert Fabyan, se resumen alrededor de 30 años de historia tras la desaparición y muerte de los príncipes, y se inculpa a Ricardo III de su muerte.  En "The history of Richard the III" publicado en 1513 por Tomás Moro, partidario de la casa Tudor y canciller bajo el reinado de Enrique VIII, se identificó a James Tyrrell como el asesino, quien actuaba bajo las órdenes de Ricardo. Como se conoce, Tyrrell fue leal servidor de Ricardo, que como se comenta en el libro de Moro, confesó su culpabilidad frente a la defunción de los príncipes antes de su ejecución por traición en 1502; en su relato Moro comenta que los príncipes fueron asfixiados hasta la muerte en su propio lecho por dos ayudantes de Tyrrell y luego fueron enterrados en una de las escaleras internas de la torre. En 1513 Moro culpó a Miles Forrest, uno de los ayudantes de Tyrrell como el auténtico asesino. En 1534, Moro perdió el favor del rey Enrique VIII, cuando éste negó que el rey fuese la máxima autoridad de la iglesia inglesa. En 1535,  Tomás Moro fue decapitado, y en 1540 el rey concedió el título de abad de Peterborough a Miles Forrest.

## Cuerpos
En 1674, en una remodelación que se le realizaba a la Torre de Londres, unos trabajadores desenterraron una caja de madera que contenía dos esqueletos humanos, que por su tamaño pertenecían a dos niños. Los huesos fueron encontrados alrededor de unos 3 metros de profundidad en la escalera principal de la capilla de la torre. No eran los primeros restos de niños que se encontraban en la torre: previamente se habían encontrado otros dos esqueletos en una recámara sellada, que también podrían ser los de los hijos de Eduardo IV. La razón por la que los cuerpos fueron atribuidos a los príncipes desaparecido es que coincidían con la ubicación dada por Moro, aunque el propio Moro afirmaba que más tarde los cuerpos se habían trasladado a una ubicación diferente, lo que entraría en contradicción con este relato. Un informe anónimo indica que los cuerpos fueron encontrados "rodeados de trozos de tela y terciopelo", lo cual puede indicar que los cuerpos pertenecían a la aristocracia. Cuatro años después de su descubrimiento, los huesos fueron colocados en una urna y, por órdenes del rey Carlos II, enterrados en la abadía de Westminster, en la pared de la capilla de Enrique VII. Un monumento diseñado por Christopher Wren marca el lugar de reposo de Eduardo y su hermano Ricardo.
Los huesos fueron examinados en 1933 por el archivista de la abadía de Westminster, Lawrence Tanner, el anatomista, William Wright y el presidente de la Dental Association, George Northcroft. Mediante el análisis de los cuerpos se encontró que los restos pertenecían a dos niños aproximadamente de la misma edad de los príncipes, también se encontró que muchos de los huesos faltaban o estaban rotos, resultado del hallazgo realizado años atrás. Este análisis ha sido criticado por llevarse a cabo partiendo del supuesto de que los huesos pertenecían a los príncipes, concentrándose en si los huesos mostraban evidencia de asfixia, y ni siquiera se examinó a qué sexo pertenecían.
Ningún análisis científico se ha llevado a cabo desde entonces. En época reciente se lanzó la petición de realizar un análisis de ADN en la página gubernamental de peticiones en línea, pero esta petición se clausuró anticipadamente. Pollar señala que aunque los análisis modernos de ADN y de carbono 14 pudieran probar que los huesos pertenecen a los príncipes, no demostrarían quién los mató.

## Sospechosos
- Ricardo III

La teoría más usual es la que sostiene que los príncipes fueron asesinados por su tío Ricardo, quien usurpó el trono de su sobrino Eduardo V. Aunque al declarar a sus sobrinos ilegítimos su camino al trono se hallaba despejado, su estadía en el trono no era del todo segura, y la existencia de los príncipes podría traer complicaciones posteriores, los enemigos de Ricardo podrían haber utilizado a sus sobrinos como figuras para futuras rebeliones. Los rumores de la muerte de los príncipes empezaron a circular alrededor de 1483, ya que Ricardo nunca realizó ninguna acción que probara que estos seguían con vida, lo cual fortaleció las sospechas. Alrededor de 1577 se afirma que Ricardo buscando el amor y la aceptación del pueblo inglés negó los cargos de haber asesinado a sus sobrinos, pero otra prueba que inculpa a Ricardo es que nunca abrió ninguna investigación en torno al asesinato de sus sobrinos.
- James Tyrrell

James Tyrrell fue un caballero inglés que peleó por la casa de York en múltiples ocasiones. Tyrrell fue arrestado por Enrique VII en 1502 por apoyar a diferentes integrantes de la familia York que buscaban el trono; poco antes de su ejecución, Tomás Moro afirma que Tyrrell confesó bajo tortura haber asesinado a los dos príncipes por órdenes de Ricardo III.
Historiadores dudan sobre la veracidad de los textos de Moro, ya que estos se realizaron bajo distintas circunstancias en las cuales Ricardo era desfavorecido.

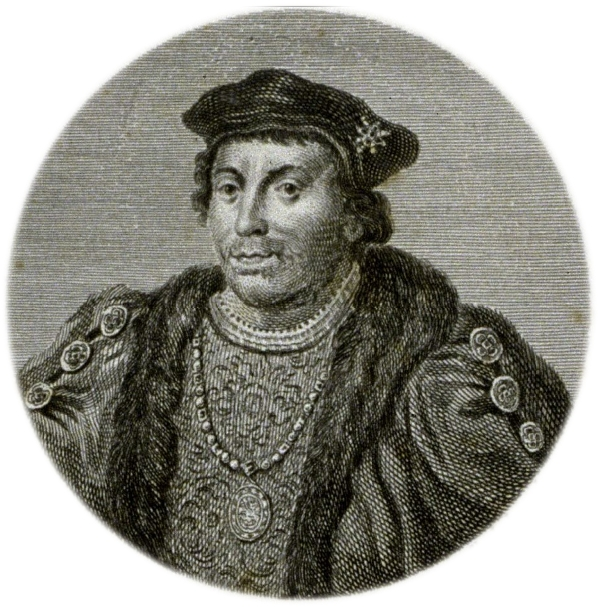
Henry Stafford, II duque de Buckingham, mano derecha de Ricardo III

- Henry Stafford, Segundo duque de Buckingham

Henry Stafford, Segundo duque de Buckingham y mano derecha de Ricardo III, es un sospechoso ya que se comenta que él sabía de la muerte de los pequeños para la fecha de su ejecución en noviembre de 1483. Buckingham tenía múltiples motivos, como descendiente de Eduardo III, a través de John de Gaunt, primer duque de Lancaster y de Thomas de Woodstock, primer duque de Gloucester. Buckingham pudo tener esperanza de acceder al trono o posiblemente estar actuando para un tercero.
- Margarita Beaufort

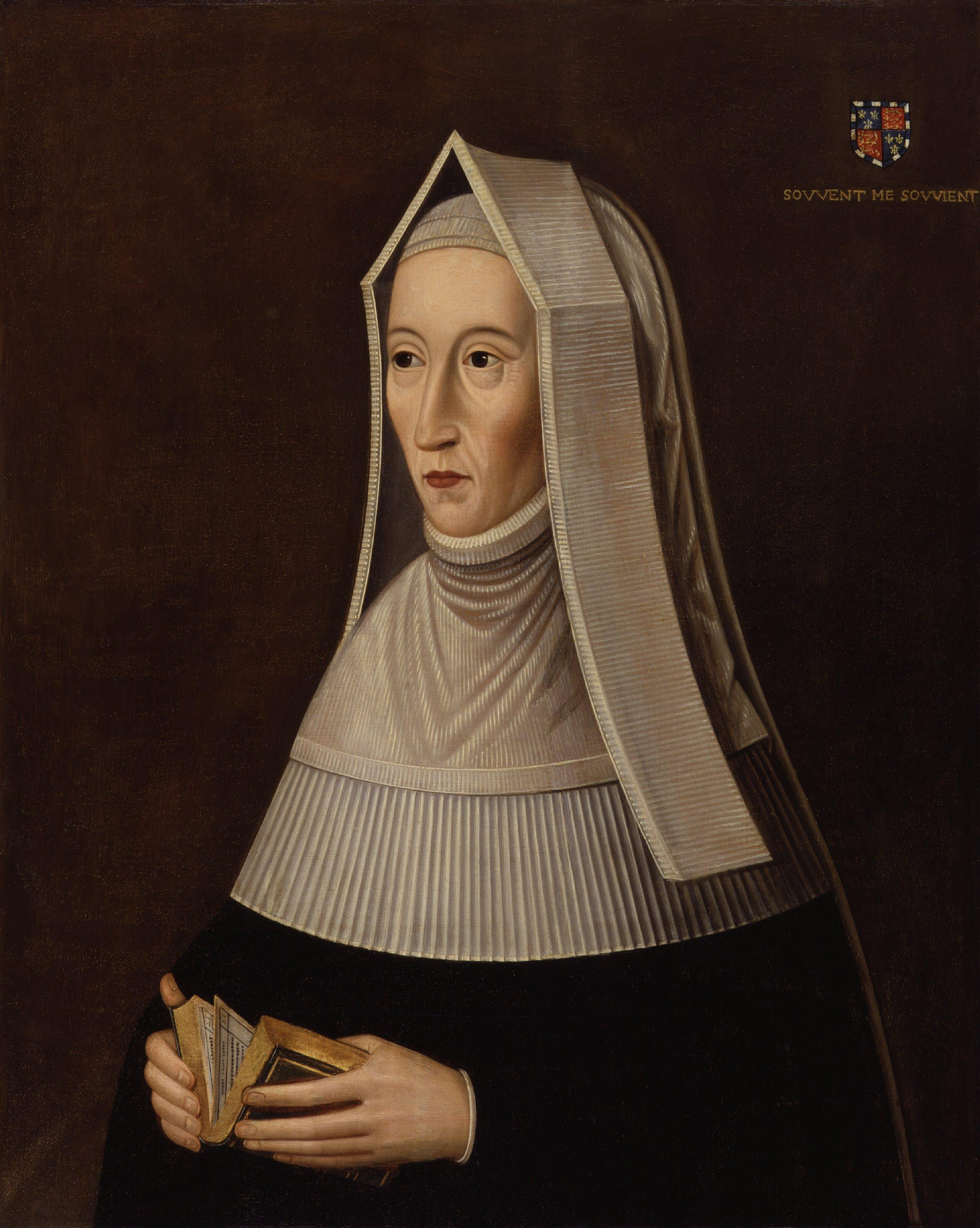
Margarita Beaufort madre de Enrique VII

Distintos historiadores sugieren que Margarita Beaufort, madre de Enrique VII, pudo haber sido responsable de la desaparición de los príncipes; su interés personal de hacer a su hijo rey, pudo ser un motivo de peso para el asesinato de los príncipes.
A pesar de ser partidaria de la casa Lancaster, Margaret se unió a la corte del rey Eduardo IV y fue escogida por la reina Isabel para que cuidara de su hija Bridget en 1480. Después de la muerte de Eduardo y el ascenso al trono de Ricardo, Margaret se convirtió en dama de compañía de la esposa de Ricardo, Ana Neville. A pesar de esto Margarita se convirtió en aliada de Isabel Woodville, quien accedió al matrimonio de Enrique Tudor, hijo de Margarita, con Isabel de York, hija mayor Eduardo IV. Cuando Margarita oyó los rumores sobre las muertes de los príncipes, supo que si su hijo derrotaba a Ricardo en batalla, tendría el camino libre hacia el trono.
- Enrique VII

Buscando ascender al trono, Enrique VII ejecutó a algunos de sus contrincantes que también aspiraban a la corona. Entre ellos se encontraba John de Gloucester, hijo ilegítimo de Ricardo III. Enrique se encontraba fuera del país en el momento de la desaparición de los príncipes, aunque otras personas podrían haber actuado en su nombre.
El año anterior, antes de convertirse en rey, Enrique se había casado con Isabel de York para reforzar su derecho al trono, ignorando la ilegitimidad de su esposa. Algunos historiadores alegan que Enrique podría haber asesinado a los príncipes alrededor de julio de 1486.